# Synbiotica

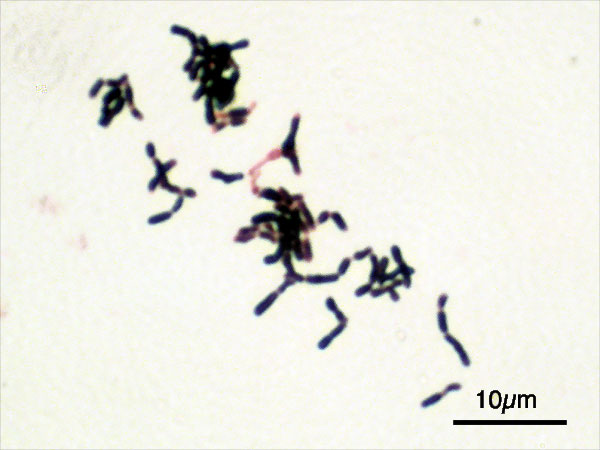
Kweek van een Lactobacillus

Met synbiotica worden voedingsmiddelen aangeduid die zowel prebiotica als probiotica bevatten.
- Prebiotica zijn plantaardige vezels, die de dunne darm niet kan afbreken. Een deel wordt afgebroken door bacteriën in de dikke darm. De activiteit van deze bacteriën, zoals lactobacillen en bifidobacteriën, neemt daardoor toe. Prebiotica zijn bijvoorbeeld inuline, glycanen uit graan, pectines uit fruit en bepaalde vruchtensuikers.
- Probiotica zijn voedingsstoffen, meestal yoghurt, waaraan bacteriën zijn toegevoegd. Ook hier zijn het vooral lacto- en bifidobacteriën waarvan een gunstig effect wordt verwacht.[1] Naast de probiotica die in yoghurt voorkomen worden genoemd; Bifidobacterium infantis; Bifidobacterium longum; Enterococcus faecium; Lactococcus lactis; Lactobacillus acidophilus; Lactobacillus paracasei; Lactobacillus plantarum en Lactobacillus salivarius.

Probiotica zoals die voorkomen in yoghurt, die niet beschermd zijn tegen de maagsappen zoutzuur en pepsine, worden meestal door die maagsappen geëlimineerd. Ze kunnen worden beschermd tegen maagsappen door ze van een beschermlaag te voorzien. De effectiviteit van probiotica wordt gemeten door het aantal Colony Forming Units, afgekort als CFU. Bij probiotica die beschermd zijn bedraagt deze effectiviteit bijna 100%, in geval van yoghurt ligt deze aanmerkelijk lager.

## Toepassing
In de literatuur worden goede resultaten beschreven met synbiotica bij allerlei kwalen, maar de conclusie van allen is, dat er meer onderzoek nodig is. Bij kinderen van 4-16 jaar werd een positief effect gevonden bij het voorkomen of verhelpen van constipatie.
Volgens het Voedingscentrum heeft een volwassene 30 tot 40 gram voedingsvezels per dag nodig ter bevordering van een goede darmwerking. Echter blijkt dat in Nederland slecht gemiddeld 20 gram voedingsvezels per dag wordt genuttigd. Dus een tekort van gemiddeld 15 gram per dag. Van de prebiotische voedingsvezels is een tekort van naar schatting 6 gram per dag. Gezonde mensen behoeven geen probiotica in te nemen, al lijkt het ook geen kwaad te kunnen. Mensen met een prikkelbaredarmsyndroom, winderigheid of obstipatie kunnen proberen of ze minder klachten hebben als ze een pre-, pro- of synbioticum innemen.